# Wodonga
Wodonga è una città dello Stato di Victoria, in Australia situata al confine con il Nuovo Galles del Sud, sul fiume Murry sulla sponda opposta della città di Albury.
La città è sede del campus regionale della La Trobe University ospitando circa un migliaio di studenti.